# Тает ещё
«Тает ещё» — песня белорусского поп- и хип-хоп-исполнителя Тимы Белорусских, выпущенная 25 февраля 2021 года. Сингл посвящён непростым романтическим отношениям.

## История
Отрывок песни и клипа был опубликован в конце январе 2021 года, когда стало известно об уходе артиста с лейбла Kaufman.

### Видеоклип
Иногда ты остаёшься совсем один, а вокруг только бетонные джунгли и ничего кроме. Так и в нашей истории — я вряд ли увижу её когда-то ещё, но этот город останется вокруг меня навсегдаТима Белорусских
Релиз видеоклипа на трек состоялся 25 февраля 2021 года на YouTube-канале Тимы Белорусских, в день выхода сингла. В видеоработе музыкант исполняет трек на фоне белых многоэтажных зданий, на смотровых площадках и среди «пустых» улиц Минска. Некоторые из элементов локаций временами приходят в движение. Режиссёром видео выступил Андрей «Wander» Светлов.

## Отзывы
Владислав Шеин, корреспондент веб-сайта музыкального телеканала ТНТ Music, назвал клип «минималистичным» и «урбанистическим», а композицию — «меланхоличной», отметив, что в песне исполнитель «играет» словами «та ещё» и «тает ещё» и поёт о неудачном романе с рэп-куплетами и «лиричным» припевом. Руслан Тихонов, ещё один обозреватель того же портала, наименовал флоу артиста «зрелым», наполнение — «мелодичным», а бит трека — «стильным», заявив, что он «отдаёт» духом улиц. Журналист интернет-издания Meduza объявил, что «Тает ещё» звучит интереснее, чем «львиная доля его прежних хитов». Редакция сайта российского федерального канала Муз-ТВ отозвалась о видеоряде как о «стильном» и «мрачном». Егор Парфененков, рецензент Srsly.ru, сообщил, что аудиозапись стала одной из его самых «лиричных» композиций, обратив внимание на её сильное отличие от всего предыдущего творчества певца.

## Чарты
| Чарт (2021)        | Высшая позиция |
| ------------------ | -------------- |
| Россия (ВКонтакте) | 17             |